# تذكرة ألمانيا
تذكرة ألمانيا والمعروفة سابقًا باسم تذكرة 49 يورو، هي تذكرة اشتراك في النقل العام لجميع وسائل النقل العام المحلية، صالحة في جميع أنحاء ألمانيا، وكلفت 49 يورو شهريًا قبل عام 2025، أما بعده فارتقع سعرها إلى 58 يورو. وقد قدمت حكومة شولتس هذه البطاقة في مايو 2023 خليفة دائمة لتذكرة 9 يورو التي قدمتها الحكومة في صيف 2022. الاتحاد الألماني والولايات الاتحادية شاركا في التمويل مبدئيًا بمبلغ 1.5 مليار يورو سنويًا حتى عام 2025.